# Nova Vizcaya
Nova Vizcaya ou Nueva Vizcaya é um província de  segunda classe de renda da província (d) na região Vale de Cagayan, nas Filipinas. De acordo com o censo de 1 de maio  de  2020 possui uma população de 497 432 pessoas e 108 828 domicílios.
A sua capital é Bayombong.

## Subdivisões
Municípios
- Alfonso Castaneda
- Ambaguio
- Aritao
- Bagabag
- Bambang
- Bayombong
- Diadi
- Dupax do Norte
- Dupax do Sul
- Kasibu
- Kayapa
- Quezon
- Santa Fe
- Solano
- Villaverde